# 满洲实录
《满洲实录》（穆麟德轉寫：manju i yargiyan kooli，大词典轉寫：manzhu i yargiyan kooli），全书八卷。记录了以佛库伦吞朱果受孕神话起始的爱新觉罗家族历史、弩尔哈齐（努尔哈赤）万历十一年（1583年）十三副遗甲起兵至天命十一年（1626年）崩逝的历史。被收录在《清实录》中。

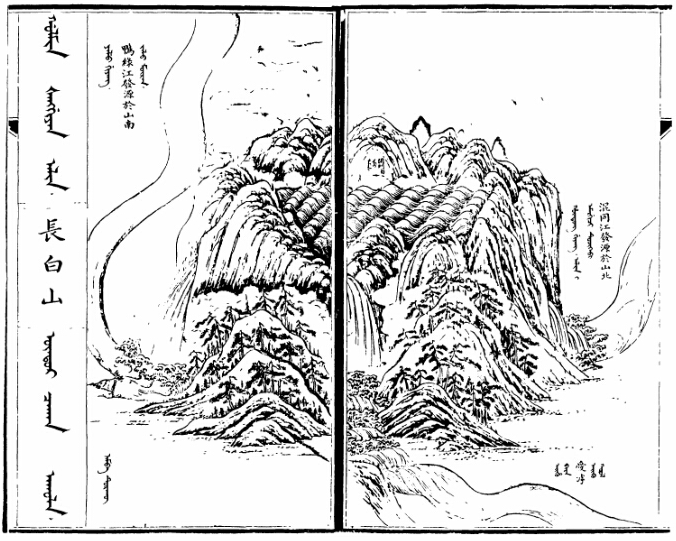
《满洲实录》第一幅插图——长白山。蒙古文写法与现代标准有区别，和的字母左侧均不带点

## 版本
- 满、汉、蒙三文合璧本，分上、中、下三栏，上栏书满文、中栏书汉文、下栏书蒙古文，文字竖排从左至右书写（按满文、蒙古文书写方向，与汉字传统书写方向相反），并附有插图82组[註 1][參 1][參 2]。
  - 满汉蒙三文合璧本中的蒙古文使用的字母写法与当代标准蒙古文有所不同，例如音节开头的n有些不加点，p字母使用的字形与现今的f字母相同，γ字母不加点，s字母在音节末尾时有些情况字形与a相同，y字母字形与现今的ǰ字母的词首形相同等。[參 5]
- 另有满汉合璧、分上下两栏（上栏书满文、下栏书汉文）、无插图但有插图目录版本[註 2]，竖排从左至右书写[參 1]。

## 保存

### 清代
《满洲实录》原有四部：
- 首部绘写本成书于天聪九年（1635年）；
- 第二、三部绘写于乾隆四十四年（1779年）；
- 第四部绘写于乾隆四十六年（1781年）。

这四部《满洲实录》分别藏于乾清宫、上书房、盛京、避暑山庄。

### 现代
- 上书房本今藏于中国第一历史档案馆（又称一史馆藏小黄绫本、原上书房小黄绫本）[參 2]。
- 辽宁省档案馆保存有原藏盛京故宫崇谟阁的两个版本，均为两函八册，以黄绫封面，封面长签亦用黄绫：
  - “满、汉、蒙三体文合璧附插图本”，写本，乾隆四十四年（1779年）奉旨绘写，开本23cm×36.8cm。封面黄签绘有墨色双栏边框，书内版心亦为墨色双栏边框。凡遇避讳之名[註 3]均空白不写并加贴黄签。每册第一页钤盖朱红色椭圆印章“乾隆御览之宝”，尾页钤盖朱红色圆形印章“古稀天子”。第八册结尾附有乾隆四十四年乾隆帝亲撰“敬题重绘太祖实录战图八韵”。最末页结尾钤盖朱红色满、汉、蒙三种篆字“乾”“隆”连珠印共六枚[註 4]。
  - “满、汉两体文合璧无插图但有插图目录本”，写本，书中未载绘写年代，史籍亦不见记录；既无插图，亦无其他说明文字；避讳之处的黄签下写有名字[參 1][參 6]。

## 影印版本
- 1930年辽宁通志馆据盛京本影印，无满文、蒙古文。1934年辽海书社据以重排，图缩小四分之一[參 2]。
- 满洲国“满日文化协会”据盛京崇谟阁藏本影印太祖至德宗十一朝实录及《满洲实录》、《宣统政纪》（据溥仪藏本）（三者合称《清实录》），东京单式印刷公司承印，日本大藏出版公司1936年出版，共印300部；台湾华联出版社又据满洲国本翻印，1964年出版[參 2]。
- 大通书局出版《大清历朝实录》[參 2]。
- 中华书局影印《清实录》[參 3]，1986年11月出版，第一册含《满洲实录》全本，为一史馆藏、满汉蒙三文合璧、原上书房小黄绫本[參 2]。
- 辽宁档案馆编《满洲实录》，辽宁教育出版社2012年1月出版影印本，为辽宁档案馆藏、满汉两体文合璧、无插图但有插图目录本。影印此本时，揭去了用于避讳的黄签，显示出被遮盖的名字[參 7]。

## 备注
1. ↑  亦有说83幅[參 4]
2. ↑  原藏盛京故宫崇谟阁，现藏于辽宁省档案馆[參 6]，2012年1月辽宁教育出版社影印出版的满汉合璧《满洲实录》[參 7]即此版本，见后文。
3. ↑  努尔哈赤、皇太极及被追封为肇祖、兴祖、景祖、显祖的孟特穆、福满、觉昌安、塔克世。
4. ↑  其中“乾”为圆形印章，“隆”为正方形印章，寓意天圆地方。